# 1477
سنة 1477 كانت سنة بسيطة تبدأ يوم الأربعاء (الرابط يظهر نموذج التقويم الكامل للسنة) من التقويم اليولياني.

## أحداث
- تأسيس مدينة غابروفو وتقع حاليا في بلغاريا.
- نهاية حروب أونين في 1477 والتي بدأت في 1467.
- تولي علاء الدين ريات شاه العرش في سلطنة ملقا.

## مواليد
- جورجوني

## وفيات
- منصور شاه، سادس سلاطين ملقا.